# Coelophysis
Coelophysis a fost un dinozaur de un 1,20m (masculii) și 1-0,90m (femelele). Se hrănea cu insecte și ouăle altor dinozauri, fiind foarte greu de prins datorită mărimii sale și deoarece era foarte "alunecos". Dantura sa adaptată pentru un carnivor, picioarele sale scurte care îl ajutau să alerge cu 50km/h și adaptarea la viața în grup l-au făcut un dușman de temut al altor dinozauri. Coelophysis a trăit pe perioada triasicului fiind unul dintre primii dinozauri cu unul dintre cele mai mari creiere existente vreodată la un dinozaur, acesta fiind cât o piersică.